# ラファイエット郡 (ミズーリ州)
ラファイエット郡（英: Lafayette County）は、アメリカ合衆国ミズーリ州の西部に位置する郡である。2010年国勢調査での人口は33,381人であり、2000年の32,960人から1.3％増加した。郡庁所在地はレキシントン市（人口4,726 人）であり、同郡で人口最大の都市はオデッサ市（人口5,300人）である。ラファイエット郡は1820年11月16日にクーパー郡から分離して組織化され、当初はテネシー州出身のジェイムズ・ライラードに因んでライラード郡と名付けられた。その後の1825年2月16日に、フランスの貴族かつ軍人でアメリカ独立戦争に貢献したラファイエット侯爵に因み、ラファイエット郡と改名された。
ラファイエット郡はカンザスシティ大都市圏に属している。

## 歴史
ラファイエット郡には主にケンタッキー州、テネシー州、バージニア州といったアップランドサウスと呼ばれる州からの移住者が入ってきた。彼等は奴隷と共にその制度をこの地域に持ち込み、直ぐにテネシー州中部やケンタッキー州で栽培していた麻やタバコの栽培を始めた。ラファイエット郡はミズーリ川の南北両岸に南部人が多く入った開拓地の一つである。その文化や伝統を持ち込んだのでリトル・ディキシーと呼ばれるようになった。1860年、奴隷は郡人口の25％以上を占めていた。南北戦争では一般に郡民は南軍を支持した。南北戦争の前後でドイツから直接移民してきたドイツ人と、セントルイス地域から移ってきたドイツ系アメリカ人が、コンコーディア、エンマ、ウェリントン、ナポレオン、ヒギンスビル、メイビュー、レキシントンの町で人口の多数を占めるようになった。この傾向は南北戦争後が特に激しかった。ドイツ系住民は南北戦争の間、北軍を支持する傾向にあった。
ルイジアナ州シュリーブポートで最初の高層ビルを設計したピーター・ユーリーは1843年にラファイエット郡で生まれた。

## 地理
アメリカ合衆国国勢調査局に拠れば、郡域全面積は638.86平方マイル (1,654.6 km2)であり、このうち陸地629.31平方マイル (1,629.9 km2)、水域は9.55平方マイル (24.7 km2)で水域率は1.49％である。

### 主要高規格道路
- 州間高速道路70号線
- アメリカ国道24号線
- アメリカ国道40号線
- ミズーリ州道13号線
- ミズーリ州道23号線
- ミズーリ州道131号線
- ミズーリ州道224号線

### 隣接する郡
- レイ郡 - 北西
- キャロル郡 - 北東
- セイリーン郡 - 東
- ジョンソン郡 - 南
- ジャクソン郡 - 西
- ペティス郡 - 南東

### 国立保護地域
- ビッグマディ国立魚類野生生物保護区（部分）

## 人口動態
以下は2000年の国勢調査による人口統計データである。
| 基礎データ - 人口: 32,960人 - 世帯数: 12,569 世帯 - 家族数: 9,099 家族 - 人口密度: 20人/km2（52人/mi2） - 住居数: 13,707軒 - 住居密度: 8軒/km2（22軒/mi2） 人種別人口構成 - 白人: 95.52% - アフリカン・アメリカン: 2.27% - ネイティブ・アメリカン: 0.29% - アジア人: 0.25% - 太平洋諸島系: 0.03% - その他の人種: 0.51% - 混血: 1.12% - ヒスパニック・ラテン系: 1.17% 先祖による構成 - ドイツ系：37.3％ - アメリカ人：17.5％ - イギリス系：9.9％ - アイルランド系：9.7％ 年齢別人口構成 - 18歳未満: 26.2% - 18-24歳: 7.6% - 25-44歳: 27.5% - 45-64歳: 23.3% - 65歳以上: 15.4% - 年齢の中央値: 38歳 - 性比（女性100人あたり男性の人口） - 総人口: 95.9 - 18歳以上: 92.0 | 世帯と家族（対世帯数） - 18歳未満の子供がいる: 33.9% - 結婚・同居している夫婦: 59.3% - 未婚・離婚・死別女性が世帯主: 9.4% - 非家族世帯: 27.6% - 単身世帯: 24.0% - 65歳以上の老人1人暮らし: 11.2% - 平均構成人数 - 世帯: 2.55人 - 家族: 3.01人 収入と家計 - 収入の中央値 - 世帯: 38,235米ドル - 家族: 45,717米ドル - 性別 - 男性: 31,972米ドル - 女性: 22,684米ドル - 人口1人あたり収入: 18,493米ドル - 貧困線以下 - 対人口: 8.8% - 対家族数: 6.9% - 18歳未満: 10.9% - 65歳以上: 9.1% |

## 都市と町
| - アルマ - オールビル - ベイツシティ - ブラックバーン - コンコーディア | - コーダー - ドーバー - エンマ - ヒギンズビル | - レイクラファイエット - レキシントン - 郡庁所在地 - メイビュー - ナポレオン | - オークグローブ - オデッサ - ウェイバリー - ウェリントン |

## 政治

### 地方
ラファイエット郡の地方レベルでは共和党が大半の政治を支配しており、郡の選挙で選ばれる役職は半分以上を独占している。

#### 2008年大統領予備選挙
2008年の大統領予備選挙で、ラファイエット郡は共和党のジョン・マケインと民主党のヒラリー・クリントンを選んだ。民主党の予備選挙ではヒラリー・クリントンが1位となり、さらに2位になったバラク・オバマと共に共和党予備選挙で各候補に投じられた票数よりも多かった。